# Phorbia unipila
Phorbia unipila – gatunek muchówki z rodziny śmietkowatych.
Gatunek ten opisany został w 1917 roku przez O. Karla jako Chortophila unipila.
Obie płcie tej muchówki pozbawione są wentralnych włosków tarczkowych. Głaszczki tylko u szczytu mają krótkie, delikatne szczecinki. Tak jak u innych przedstawicieli grupy gatunkowej fumigata postgonit samca jest spiczasty, a stosunkowo płaskie płytki przysadkowe wydłużone są ku wierzchołkom w dwa płatki mniej lub bardziej zespolone z sierpowatymi w widoku bocznym surstyli. Od innych przedstawicieli grupy samca odróżnić można po słabiej nabrzmiałych wierzchołkach surstyli. Samicę wyróżniają przysadki odwłokowe o szerszych nasadach.
Owad znany z Holandii, Danii, Niemiec, Szwajcarii, Austrii, Polski, Czech, Słowacji i Rosji.